# La vivandière

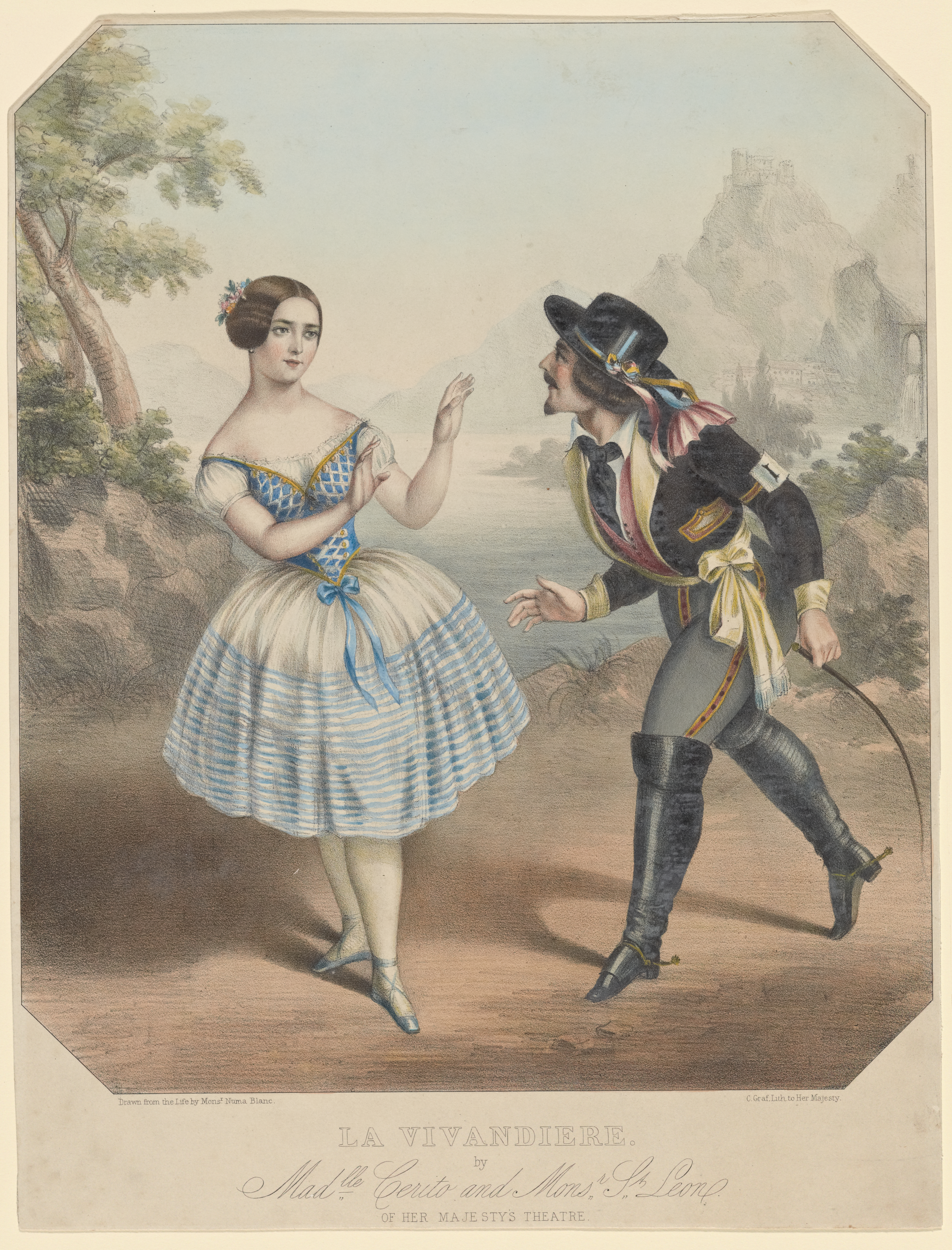
Fanny Cerrito y Arthur Saint-Léon en La Vivandière, 1844, Her Majesty's Theatre, Londres

La vivandière o Markitenka, como se le conoce en Rusia, es un ballet en un acto. La coreografía es de Arthur Saint-Léon y Fanny Cerrito. El estreno del ballet, originalmente titulado La Vivandière e il Postiglione, tuvo lugar el 26 de noviembre de 1843 en Roma con música de Enrico Rolland. Fanny Cerrito bailó el papel de la pastora Kathi, Arthur Saint-Léon el cartero Hans.
El 23 de mayo de 1844 hubo una nueva producción del mismo ballet en Londres, posiblemente ya con nueva música de Cesare Pugni. Para las representaciones a partir de 1844, apareció Pugni como el compositor de la obra. Otras reposiciones de la obra bajo la dirección del propio Arthur Saint-Léon tuvieron lugar en 1845, 1846 y 1848 con el ballet del Her Majesty's Theatre. En 1846 y 1847, los dos aparecieron en el mismo ballet bajo el título alemán Sutler and Postillion en la Royal Opera de Berlín. Hay un grabado (fechado en junio de 1844) de la danza nacional bohemia Danse Redova, que muestra a ambos en esta danza. 
El 25 de diciembre de 1855 tuvo lugar en el Teatro Imperial Bolshoi de San Petersburgo una nueva producción de Jules Perrot titulada Markitenka. Maria Surovshchikova-Petipa bailó el papel de Kathi, Jules Perrot el rol de Hans.
Otra reposición de la versión de Perrot, bajo la dirección de Marius Petipa, tuvo lugar el 20 de octubre de 1881 en el Teatro Imperial Mariinsky de San Petersburgo, con Ekaterina Vazem (Kathi), Pável Gerdt (Hans) y Lev Ivanov (Cartero).

## Pas de sixdeLa vivandière
Arthur Saint-Léon anotó una versión del pas de six en un sistema que llamó sténochoréographie, no está claro en la edición en sí cuál es la versión coreográfica y musical de la notación, y se encuentra como apéndice en su obra homónima La Sténochoréographie (París 1852), dedicada al zar ruso Nicolás I (facsímil en Pappacena 2005). En 1975, este pas de six, junto con la música de Pugni, fue reconstruido por Ann Hutchinson-Guest y Pierre Lacotte para el Joffrey Ballet. En 1978 Lacotte repuso esta pieza para el Ballet Kirov en el Teatro Mariinsky, que mantuvo la pieza en su repertorio.
Desde entonces, el pas de six ha sido bailado por numerosas compañías de ballet y se conoce como La vivandière pas de six o Markitenka pas de six.